# Stefan Stypułkowski

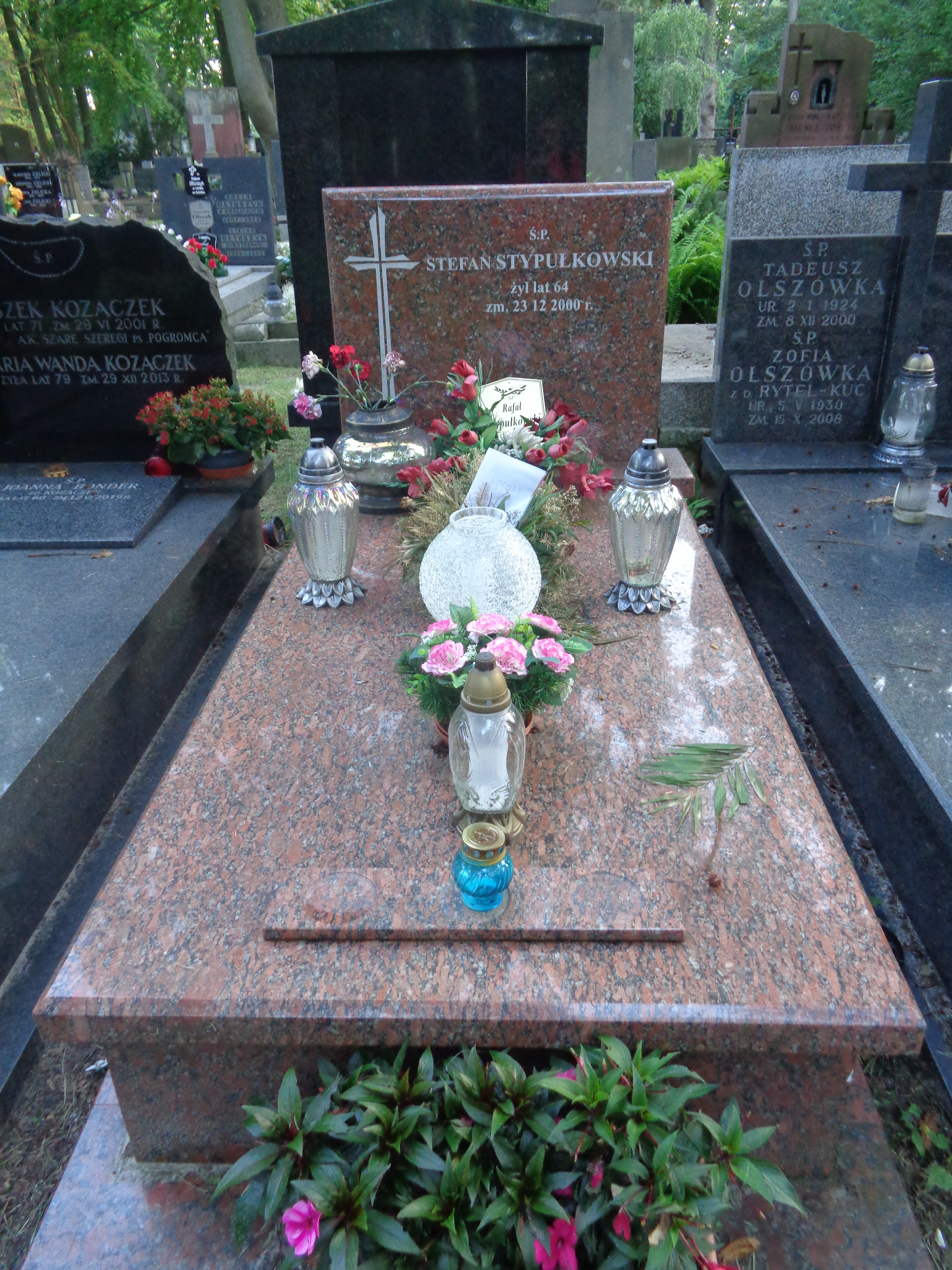
Grób Stefana Stypułkowskiego na Cmentarzu Wojskowym na Powązkach

Stefan Stypułkowski (ur. 26 stycznia 1936 w Dąbrowie-Moczydłach, zm. 23 grudnia 2000) – polski działacz partyjny i państwowy, w latach 1981–1982 wiceprezydent Warszawy i z urzędu wicewojewoda warszawski.

## Życiorys
Syn Jana i Jadwigi. W 1962 wstąpił do Polskiej Zjednoczonej Partii Robotniczej. Kształcił się m.in. w Wyższej Szkole Partyjnej KPZR w Moskwie. Był radnym Stołecznej Rady Narodowej, pełnił też funkcję przewodniczącego rady wojewódzkiej Ludowych Zespołów Sportowych. W latach 1975–1978 członek Wojewódzkiej Komisji Rewizyjnej Komitetu Warszawskiego PZPR, następnie do 1981 zastępca członka KW PZPR. Od 1981 do 1982 zajmował stanowisko wiceprezydenta Warszawy i z urzędu wicewojewody warszawskiego. W tychże latach był członkiem Komitetu Warszawskiego PZPR, następnie od 1982 do 1990 pozostawał jego sekretarzem.
Pochowany na cmentarzu wojskowym na Powązkach (B17/3/6).